# HD251963
HD251963 — хімічно пекулярна зоря спектрального класу
A7 й має видиму зоряну величину в смузі V приблизно 10,3.